# Corbella
|  | Per a altres significats, vegeu «Corbella (ferramenta)». |

L'olivera Corbella és la varietat originària de la vall del Cardener, de Súria i els seus encontorns, s'acabà d'escampar a altres indrets de la comarca del Bages.
Molt apreciada durant el modernisme fins a la dècada de 1920, el seu cultiu es va estendre, arribant a algunes zones de les províncies de Lleida i Tarragona. Se la coneix també com a Corbell, Curbiella a Lleida, Montserratina a Tortosa i llargueta al Pallars Jussà.
La industrialització tèxtil i la proximitat a les grans ciutats on hi havia millor manera de guanyar-se la vida, va emportar amb si un fort detriment del seu cultiu, i consolidar-se aleshores, la puixança de les comarques olivereres catalanes actualment conegudes. La mecanització del camp, i la reconversió al cereal, la política franquista d'intervenció del preu de l'oli, afegint a tot això la contundent glaçada del 1956 han reduït el seu conreu a mínims. Actualment només es conrea generalment en feixes petites no aptes per al cultiu del cereal i en caps de marge. Actualment el seu conreu, majoritàriament a la comarca del Bages, s'ha reduït a petites explotacions familiars que amb prou feines permeten l'autoconsum.

## Característiques
És una varietat molt productiva i regular, molt rústica i tolerant al fred, al climes secs i grans calors. Es reprodueix fàcilment per qualsevol dels mètodes utilitzats amb les altres tipus d'olivera, és força resistent a les plagues més comunes com la negrilla l'ulldegall ('repilo' en castellà).
La seva època de maduració és primerenca i uniforme, s'aplega al mes de novembre. El fruit es presenta raïmat, amb un peduncle llarg i la seva forma de retenció és força elevada i es destina a fer oli d'altíssima qualitat amb aroma i sabor molt particular i agradable.